# Skákal pes
Skákal pes je česká lidová píseň. Na stejnou melodii lze zpívat i mnohé jiné písně, např. Nechoď tam, prší tam či Ten náš pes

## Texty
Skákal pes
Skákal pes přes oves

přes zelenou louku

šel za ním myslivec

péro na klobouku.

Pejsku náš, co děláš

žes tak vesel stále?

Řek bych vám, nevím sám

hop, a skákal dále.
Ten náš pes
Ten náš pes, skákal dnes

skákal taky včera.

Bude tak skákat zas

zítra do večera.
Nechoď tam
Nechoď tam, prší tam

je tam velký bláto

upadneš, nevstaneš

budeš volat táto!